# میلس (آیووا)
میلس (به انگلیسی: Miles) شهری در ایالت آیووا کشور ایالات متحده آمریکا است که جمعیت آن در سرشماری سال ۲۰۱۰ میلادی، ۴۴۵ نفر بوده‌است.